# Золота голова месника
«Золота голова месника» — радянський художній фільм 1988 року, знятий режисером Алішером Хамдамовим на кіностудії «Узбекфільм».

## Сюжет
За мотивами однойменного роману Х. Тухтабаєва. Дія фільму, герої якого — офіцери царської армії, відбувається на початку століття в Туркестані.

## У ролях
- Саттар Дікамбаєв — Намаз
- Карім Мірхадієв — головна роль
- Ігор Чайковський — Микола Олександрович
- Хамза Умаров — Барадбай
- Дагун Омаєв — роль другого плану
- Геннадій Пачіс — поручик
- К. Абдуллаєв — роль другого плану
- Мухаммаджон Холматов — Чари
- Т. Мірджалалов — епізод
- Асаль Ходжаєва — дружина Намаза
- Махмуд Ісмаїлов — епізод
- Сейдулла Молдаханов — Молдаханов
- Петро Луцик — Василь Андрійович
- Чари Ходжамбердієв — народний бахши
- Володимир Баграмов — епізод
- В'ячеслав Ахунов — козак
- М. Хачатуров — епізод
- Хатам Хамдамов — епізод
- С. Умаров — епізод
- М. Карібов — епізод
- Мухамадсалі Юсупов — епізод
- А. Ісаков — епізод
- Науфал Сулейманов — епізод
- Р. Пулатов — епізод
- Курбан Хурсандов — епізод
- Ірина Шустаєва — епізод
- Р. Абдукарімов — епізод
- Шахіда Ісмаїлова — епізод
- Олексій Саморядов — епізод

## Знімальна група
- Режисер — Алішер Хамдамов
- Сценаристи — Мухаммед Саліх, Худайберди Тухтабаєв
- Оператор — Равіль Ганієв
- Композитори — Володимир Баграмов, Анвар Ергашев
- Художник — Євген Пушин